# Leptodermis parvifolia
Leptodermis parvifolia är en måreväxtart som beskrevs av John Hutchinson. Leptodermis parvifolia ingår i släktet Leptodermis och familjen måreväxter. Inga underarter finns listade i Catalogue of Life.